# St Helens (Merseyside)
St Helens város Merseyside-ban, az Egyesült Királyságban. Lakossága 102 629, az agglomerációval együtt 176 843, a 2001-es népszámlálási adatok alapján. 18 kilométerre található innen Liverpool és 37 kilométerre Manchester. 

## Fordítás
Ez a szócikk részben vagy egészben  a   St Helens, Merseyside című angol Wikipédia-szócikk ezen változatának fordításán alapul.  Az eredeti cikk szerkesztőit annak laptörténete sorolja fel. Ez a jelzés csupán a megfogalmazás eredetét és a szerzői jogokat jelzi, nem szolgál a cikkben szereplő információk forrásmegjelöléseként.